# Мультановский, Михаил Петрович
Михаил Петрович Мультановский (23 октября 1895, Пермская губерния, Российская империя — 30 марта 1972, Москва, СССР) — советский библиограф, врач-фтизиатр, историк медицины и преподаватель, доктор медицинских наук (1944), профессор.

## Биография
Родился 23 октября 1895 года в Пермской губернии. В 1917 году окончил одновременно Киевский и Томский государственные университеты. Работал врачом-фтизиатром в поликлиниках Краснодара и Омска. В 1928 году переехал в Москву и был принят на работу во 2-й Московский медицинский институт имени Н. И. Пирогова, где он занимал должность преподавателя. В 1935 создал научную библиотеку при ВИЭМе и заведовал ею вплоть до 1948 года, а также преподавал медицинскую библиографию в МГБИ.
Скончался 30 марта 1972 года в Москве. Похоронен на Введенском кладбище (11 уч.).

## Научные работы
Основные научные работы посвящены научной и практической медицине, истории и организации курортов Сибири и Северного Кавказа, а также вопросов социальной гигиены и борьбе с туберкулёзом. Автор свыше 200 научных работ, среди которых выделяется его капитальный труд «Русская медицинская печать».
- Уделял большое внимание информационному-библиотечному обеспечению медицинской науки и практики.